# Agustín Alcaide Ibieca
Agustín Alcaide Ibieca (Zaragoza, 1778 - Zaragoza, 23 de marzo de 1846) fue un jurista e historiador español, especialmente conocido por su crónica de los Sitios de Zaragoza, que vivió personalmente.

## Vida
Era hijo de Lorenzo Alcaide y de María Teresa Ibieca y recibió una esmerada educación, al punto de que se autodefiniría como "Doctor en ambos derechos" (civil y canónico). Ocupó diversos oficios judiciales y vivió personalmente los Sitios de Zaragoza, combatiendo y siendo condecorado en ellos.
Destacado intelectual, fue correspondiente de la Real Academia de Historia y de la Real Academia de Bellas Artes de San Luis y miembro de las de las sociedades de amigos del país de Aragón y Madrid. Es conocido principalmente por haber publicado en 1831 dos volúmenes dedicados los sitios zaragozanos, a los que se sumó posteriormente un suplemento. A día de hoy, es considerados una de las principales fuentes primarias sobre la Guerra de la Independencia Española en Zaragoza.
Se encuentra enterrado en el cementerio de Torrero.

## Obra
- Historia de los dos Sitios que pusieron a Zaragoza en los años de 1808 y 1809 las tropas de Napoleón. Obra de tres volúmenes publicados entre 1830-31.